# Kanton Montfort-sur-Risle
Montfort-sur-Risle is een voormalig kanton van het Franse departement Eure. Het kanton maakte deel uit van het arrondissement Bernay. Het werd opgeheven bij decreet van 25 februari 2014, met uitwerking op 22 maart 2015. Alle gemeenten werden toegevoegd aan het kanton Pont-Audemer.

## Gemeenten
Het kanton Montfort-sur-Risle omvatte de volgende gemeenten:
- Appeville-Annebault
- Authou
- Bonneville-Aptot
- Brestot
- Condé-sur-Risle
- Écaquelon
- Freneuse-sur-Risle
- Glos-sur-Risle
- Illeville-sur-Montfort
- Montfort-sur-Risle (hoofdplaats)
- Pont-Authou
- Saint-Philbert-sur-Risle
- Thierville
- Touville